# 维也纳分离派

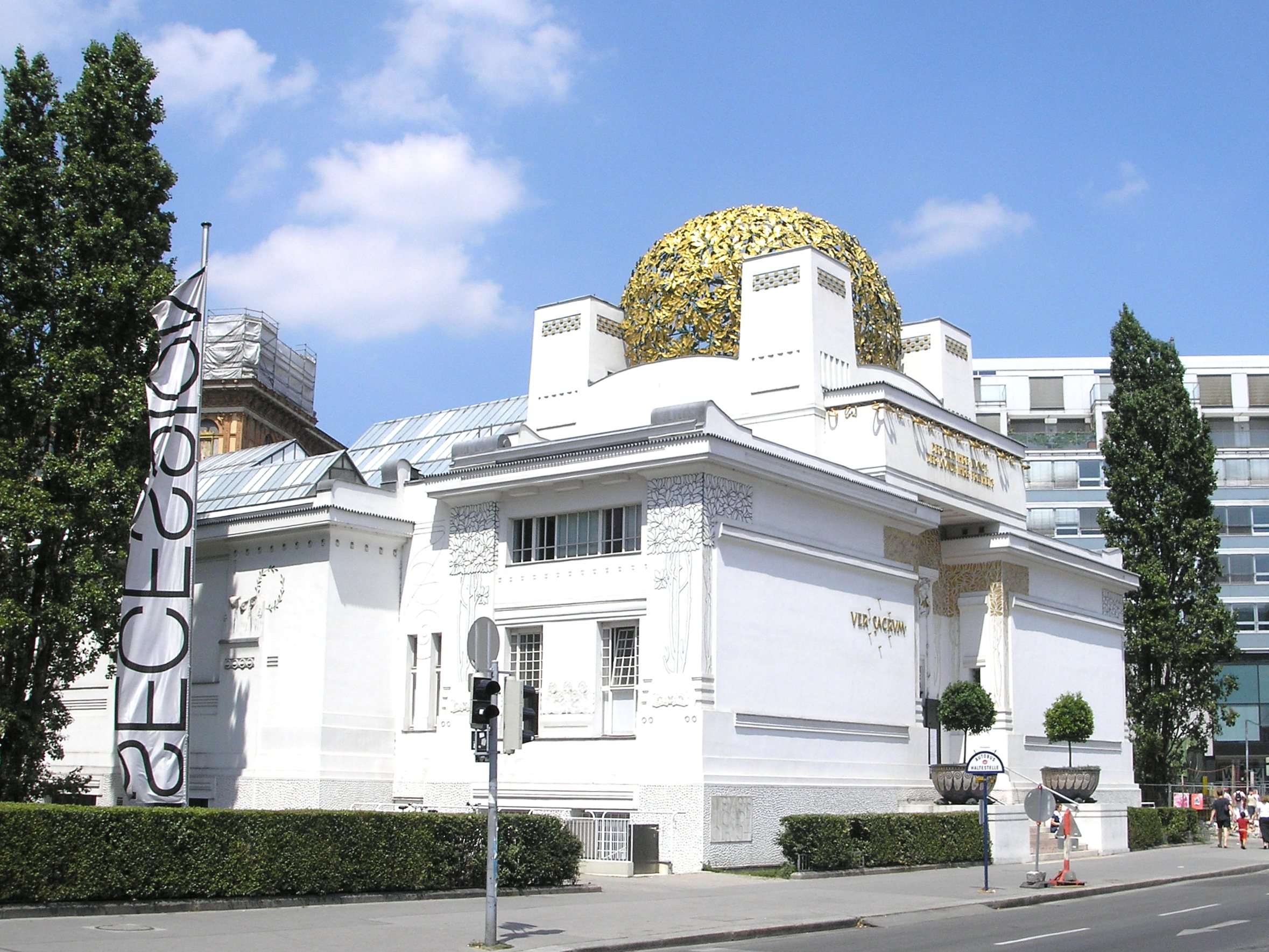
约瑟夫·马里亚·欧尔布里希在1897年于奥地利所建立的分离派展览馆（Secession hall）

维也纳分离派（德語：Wiener Sezession），又译新艺术派，是19世纪后期至20世纪前期新艺术运动（Art Nouveau，又译艺术革新派）在奥地利的支流。
该流派反对当时相对保守的维也纳学院派，并与之决裂。
分离派作者作品艺术倾向、个人风格多种多样，而且没有明确的纲领，因此狭义上指维也纳分离派组织，广义上讲是指是思想、类型相近的艺术一群。
分离派涵盖绘画、设计、建筑、装饰等领域。

## 简介
- 1895年，奥托·瓦格纳（Otto Wagner）出版《现代建筑》（Moderne Architektur），体现分离派的基本思想。
- 1897年4月3日，古斯塔夫·克里姆特（Gustav Klimt）、约塞夫·霍夫曼（Josef Hoffman）、马克斯·柯兹威尔（Max Kurzweil）、约瑟夫·马里亚·欧尔布里希（Joseph Maria Olbrich）和科罗曼·莫塞尔（Koloman Moser）等人成立了维也纳分离派组织，克里姆特任主席。欧尔布里希亲手设计分离派标志的展览馆。
- 1898年，分离派展览馆建成；出版会刊《神圣之春》，举办首次分离派画展。
- 1900年，出版了设计期刊《室内》。分离派开始步入盛期。查爾斯·雷尼·麥金托什（Charles Rennie Mackintosh）的作品在分离派第八届展览中展出。
- 1902年，举办第十四届展览，贝多芬特展；主要展品有德国雕塑家馬克斯·克林格爾（Max Klinger）的《贝多芬雕像》，克里姆特创作的《贝多芬横饰带壁画》，此次展览遭到了反犹情绪的攻击。
- 1903年，霍夫曼在银行家的帮助下创立“维也纳工作联盟”（Wiener Werkstätte），他与莫塞尔担任艺术指导。
- 1904年，莫塞尔完成斯泰因霍夫教堂（Kirche am Steinhof）的后殿嵌花和彩色玻璃窗。
- 1905年，克里姆特完成的《哲学》、《法学》、《医学》壁画委托被维也纳大学拒绝。他从1897年开始接手此委托，风格发生了巨大转变，原先的学院气息被摒弃。此事引起批评，分离派名声受损。同年因为观点不同，克里姆特与科罗曼·莫塞尔等艺术家淡出维也纳分离派。
- 1908年，欧尔布里希因白血病去世。同年，克里姆特完成代表作《吻》。
- 1918年，克里姆特感冒伤寒去世。瓦格纳去世。莫塞尔去世。埃贡·席勒因流感去世。维也纳分离派逐渐消亡。
- 1932年，维也纳工作联盟关闭。

## 绘画

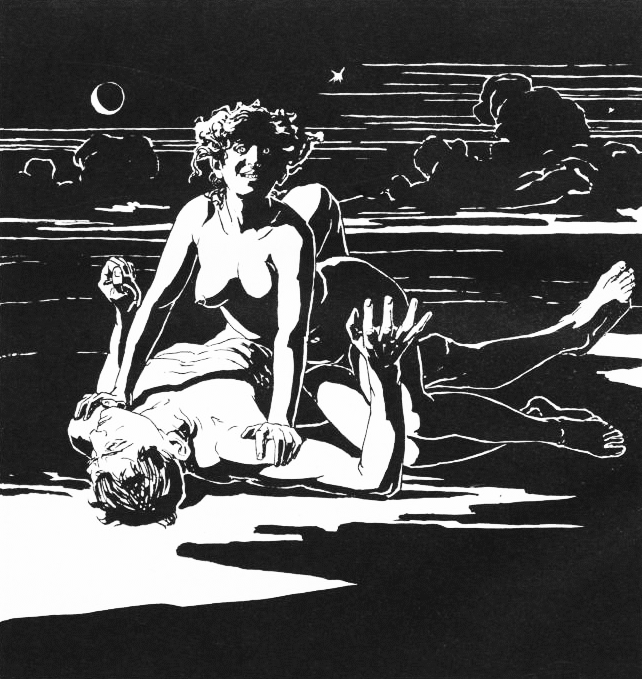
《Ver Sacrum》杂志 第12期 中的插画 (1899)
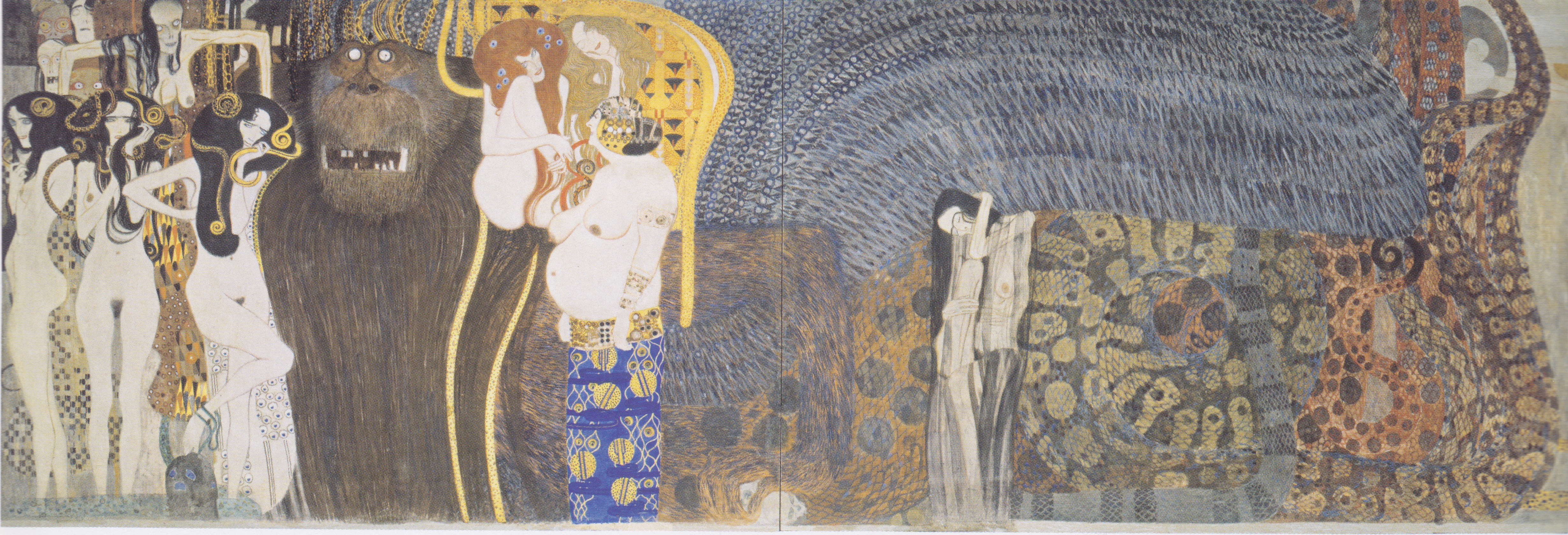
古斯塔夫·克林姆特在分离派展览馆中的作品《贝多芬飾帶》 (1902)
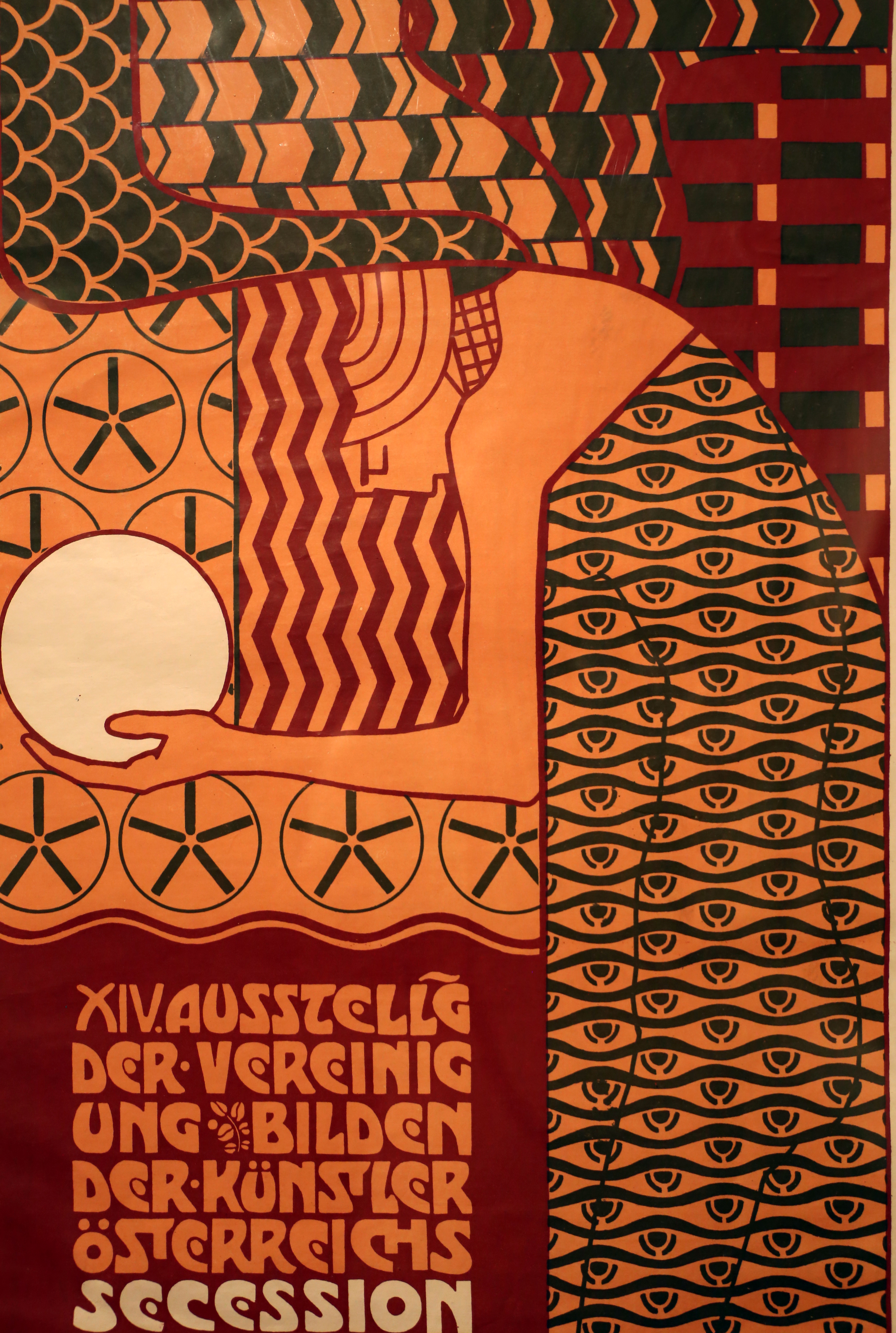
第十四届分离派展览会的海报 (1902)
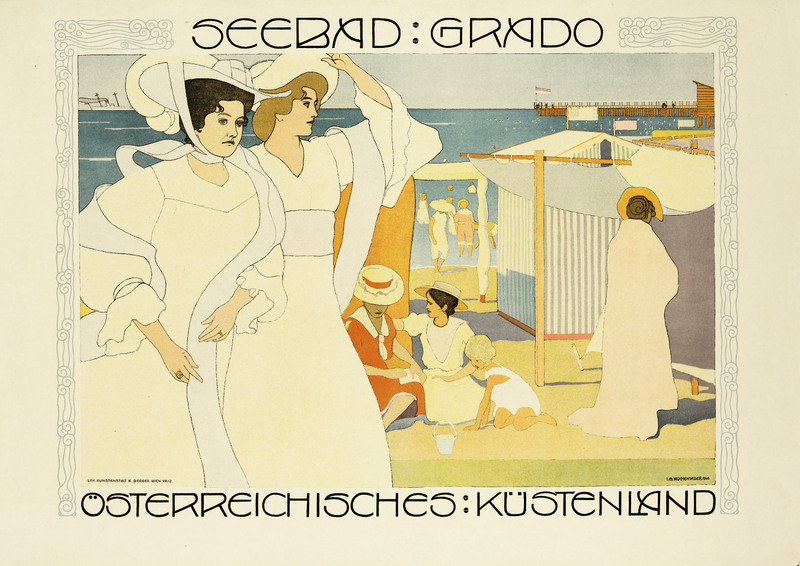
格拉多的宣传海报 (1906)
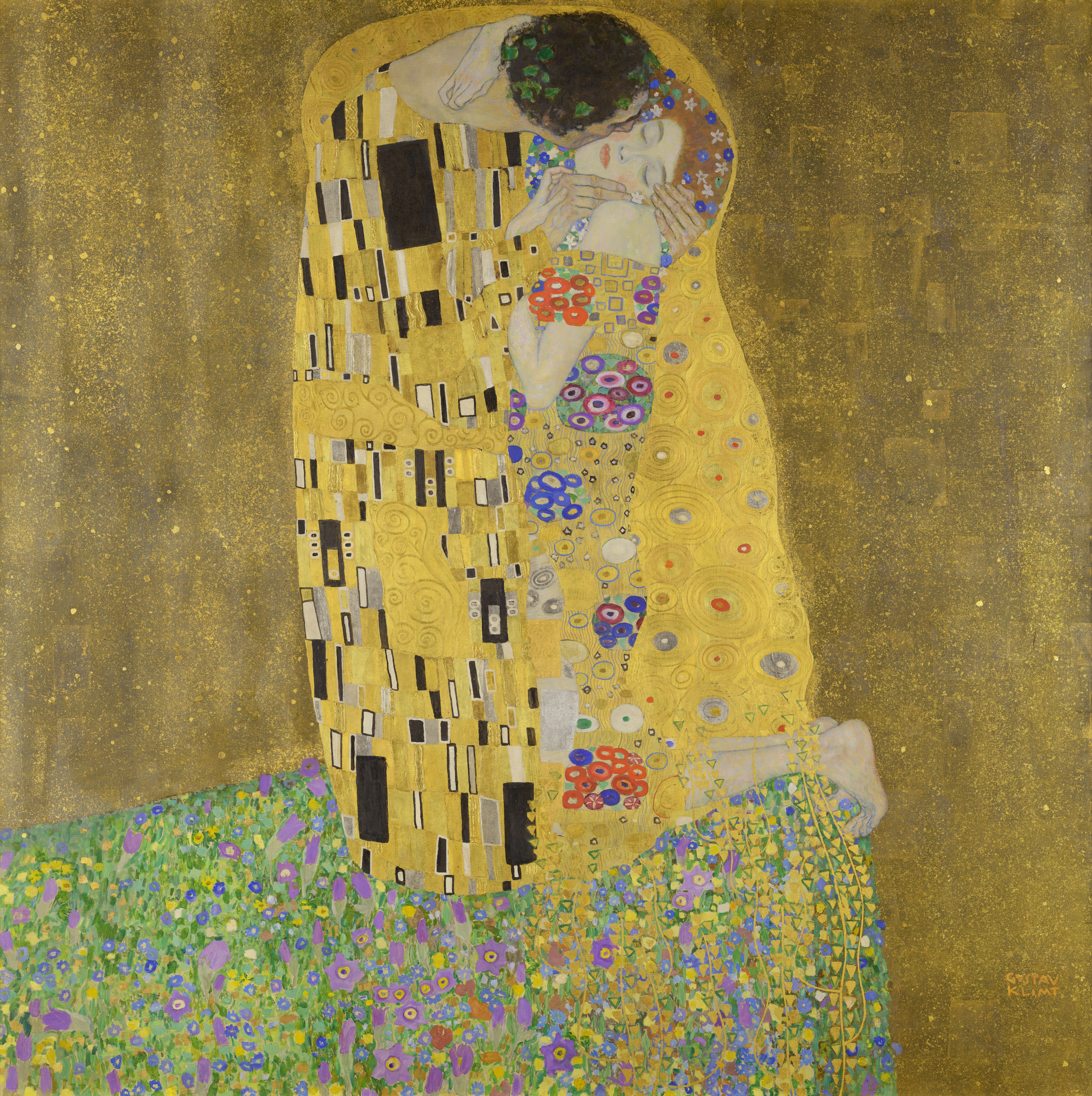
古斯塔夫·克林姆特的作品《吻》 (1907–08)

## 建筑

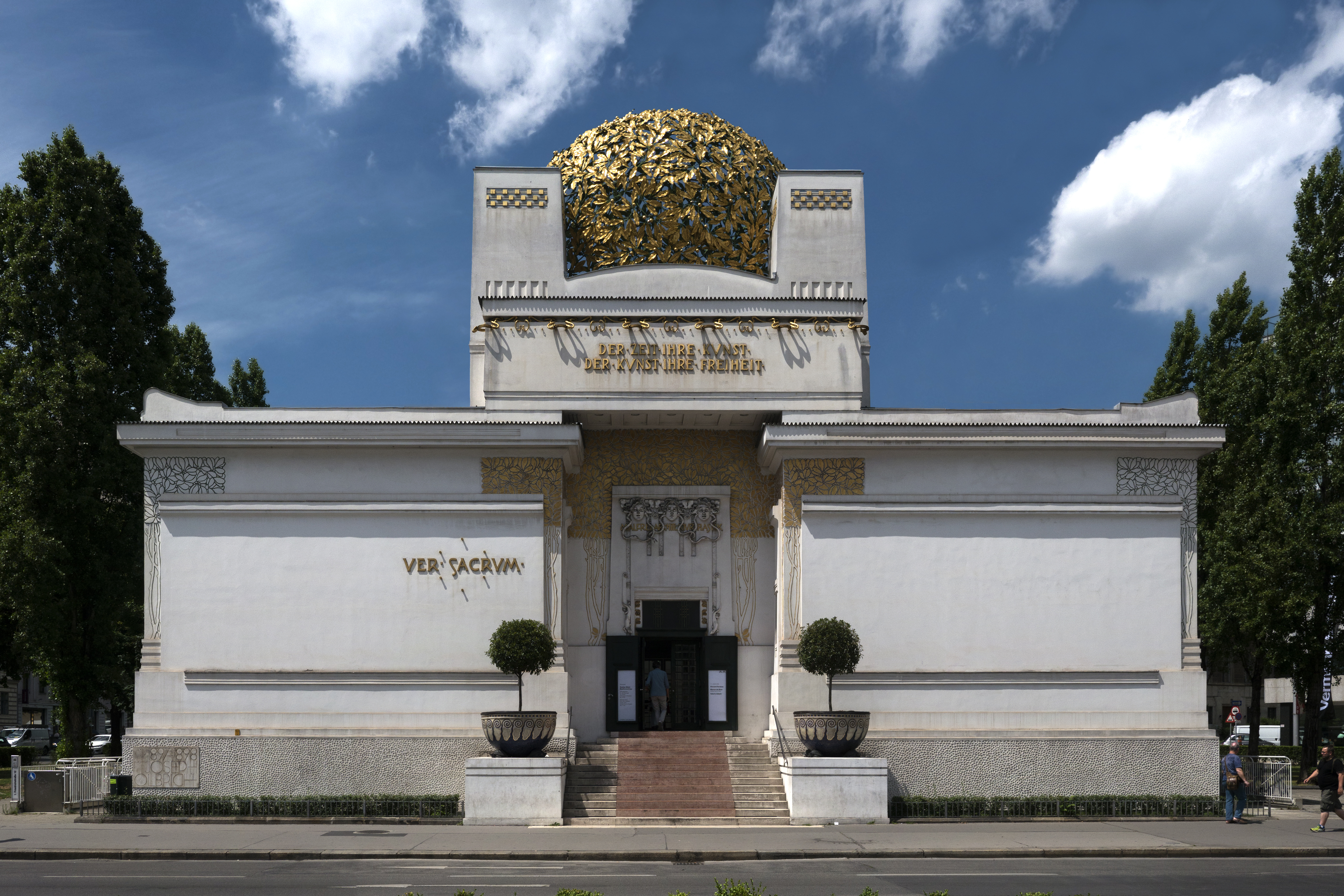
分离派展览馆 (1897–98)
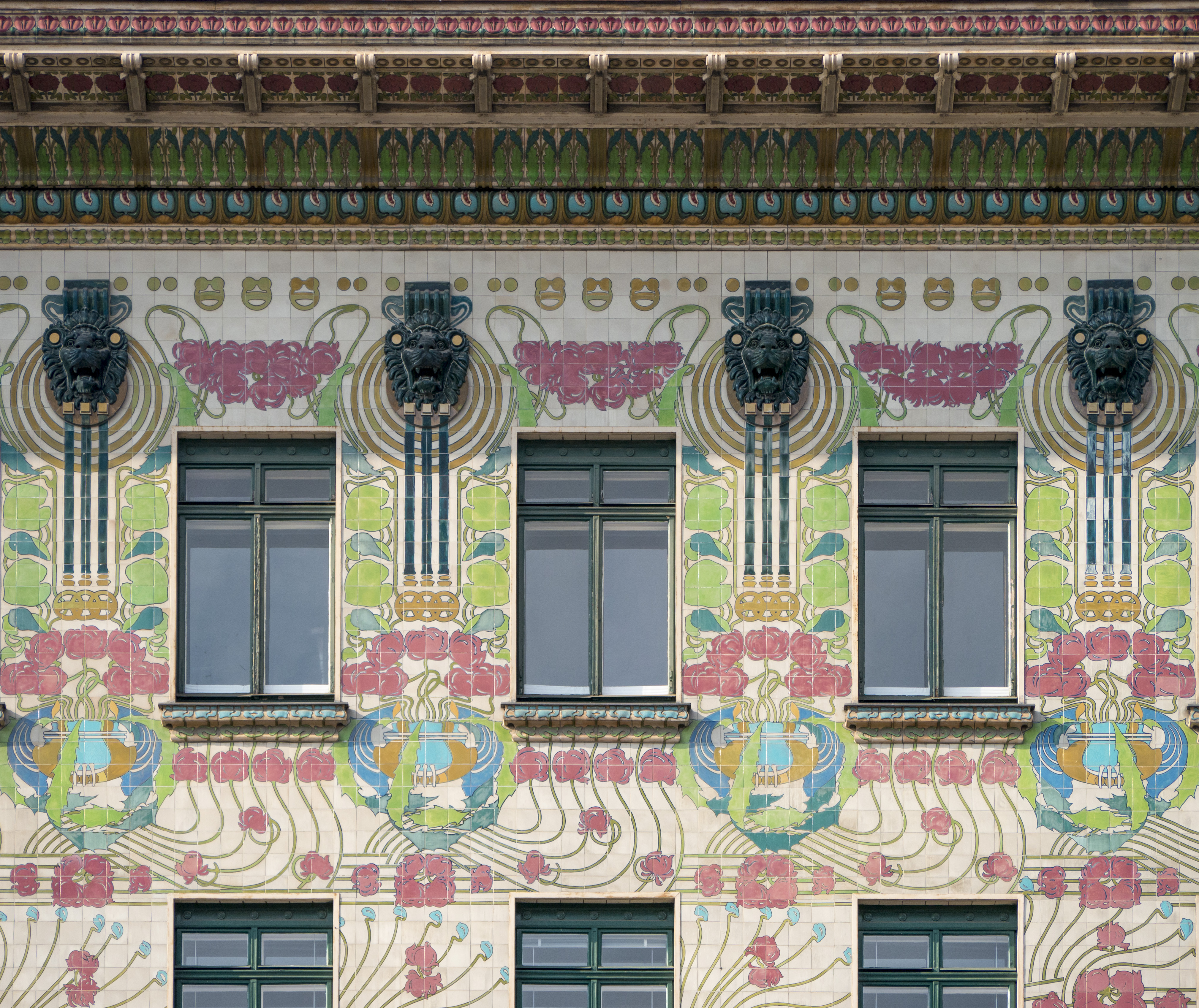
錫釉彩陶楼 (1898) 上的花卉设计
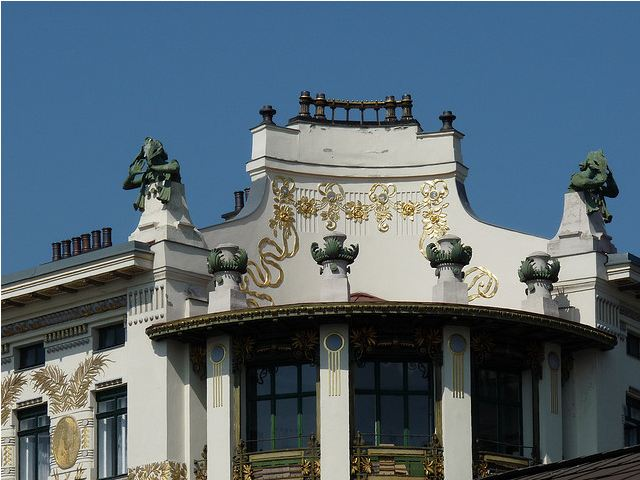
Medallion House上的金属装饰与雕塑 (1898)
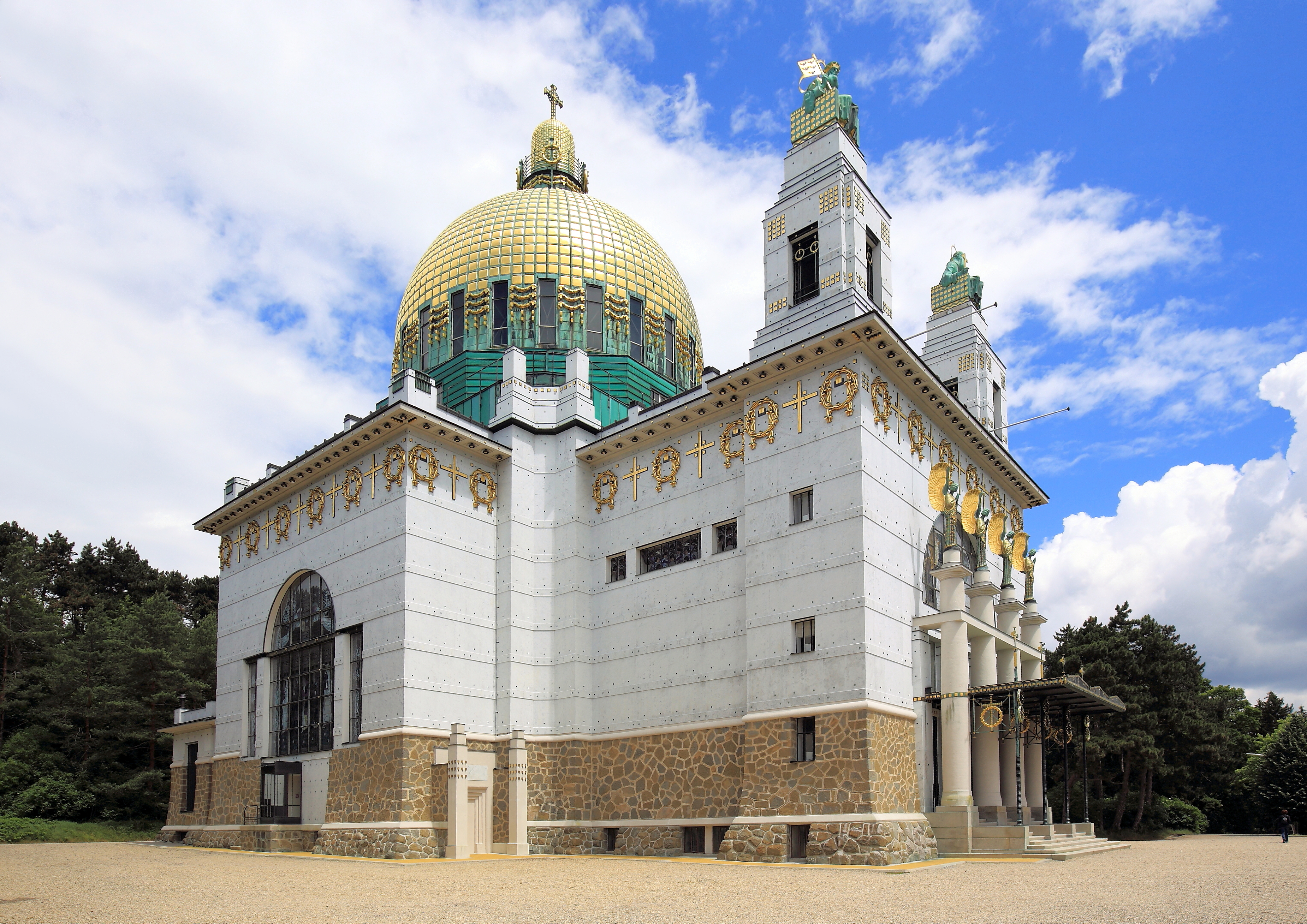
奥托·瓦格纳的斯泰因霍夫教堂 (1902-1907)
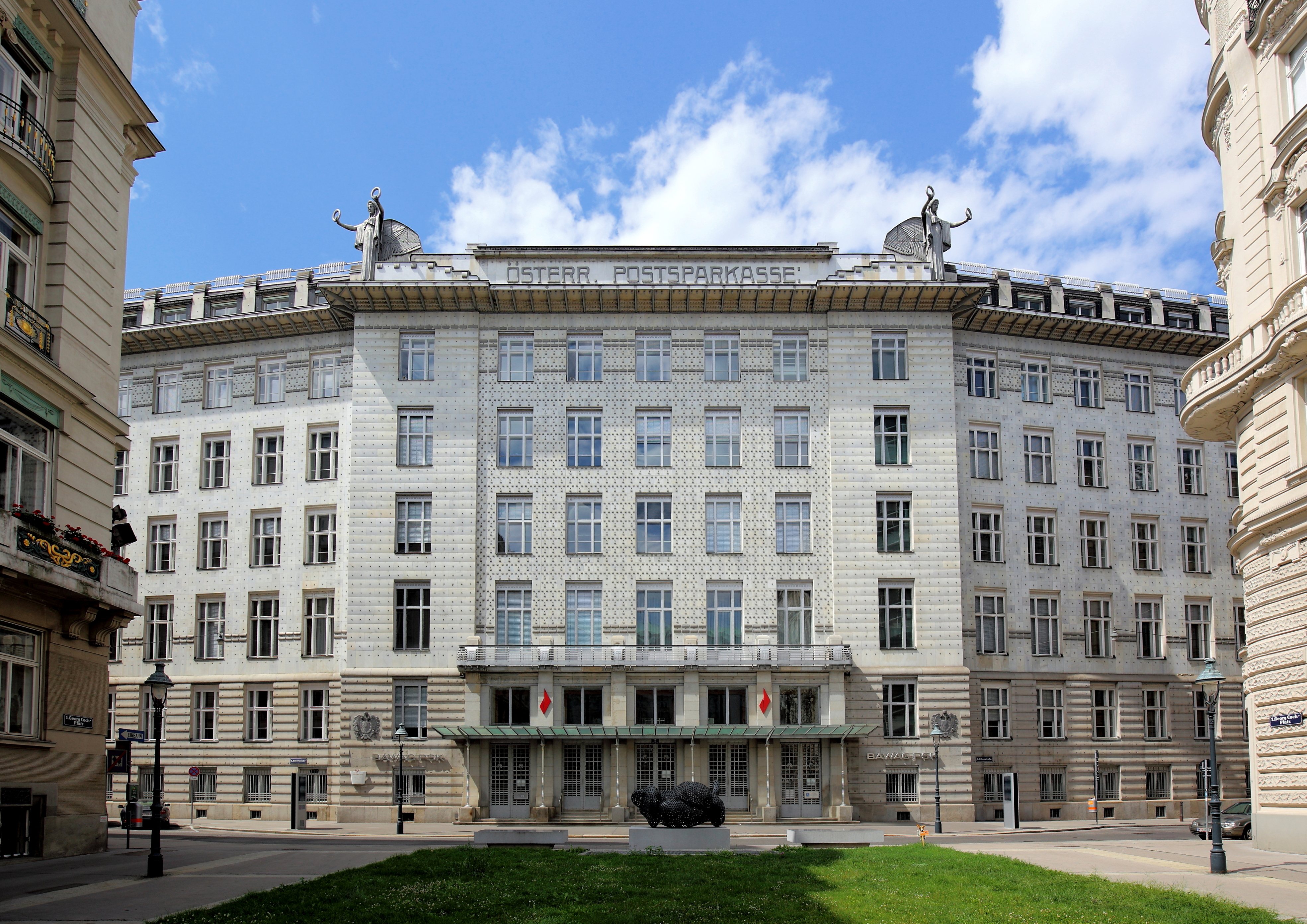
奥托·瓦格纳的奥地利邮政储蓄银行大楼 (1904-1912)
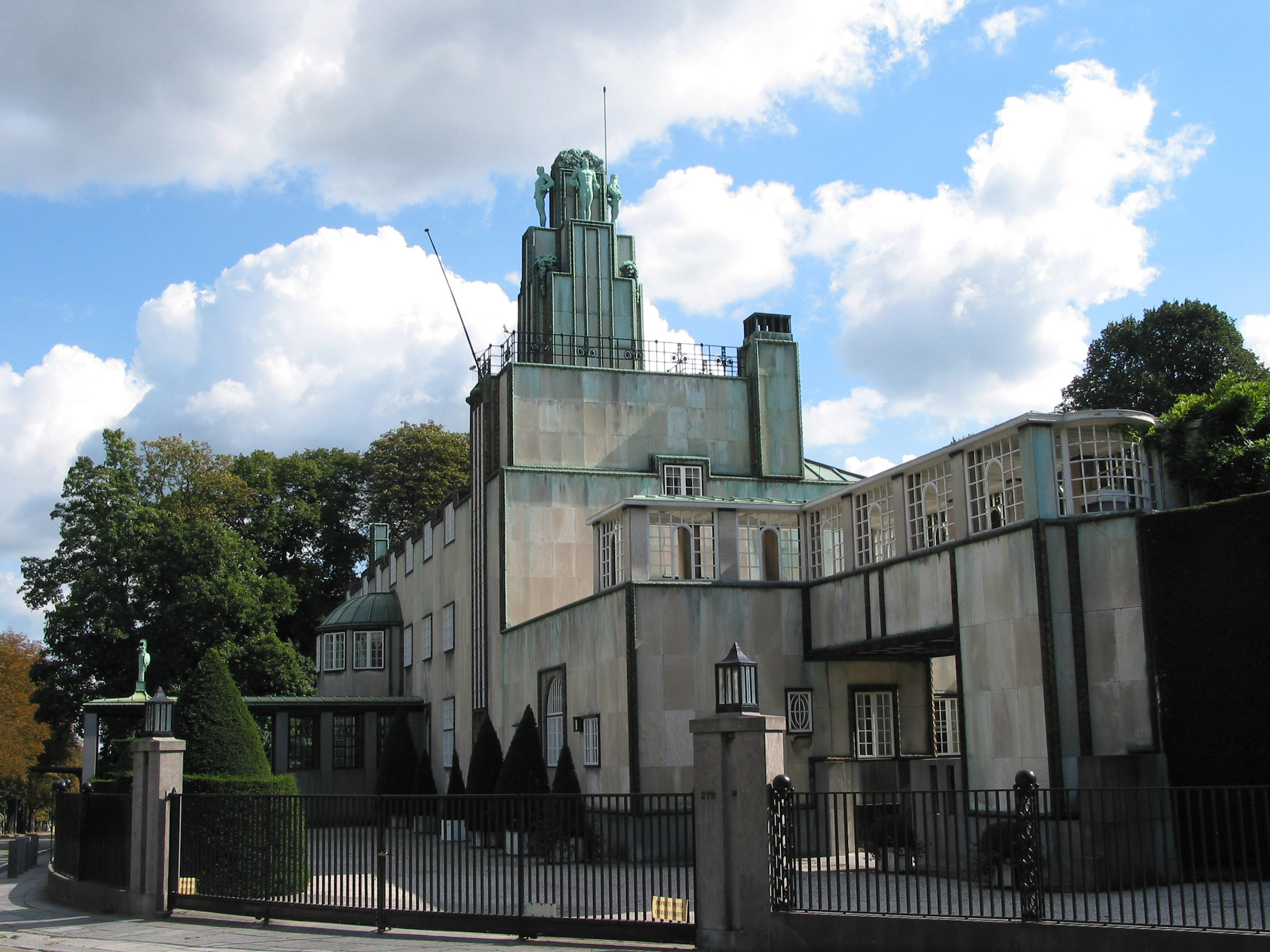
约瑟夫·霍夫曼的斯托克莱宫 (1905-1911)

## 瓷器

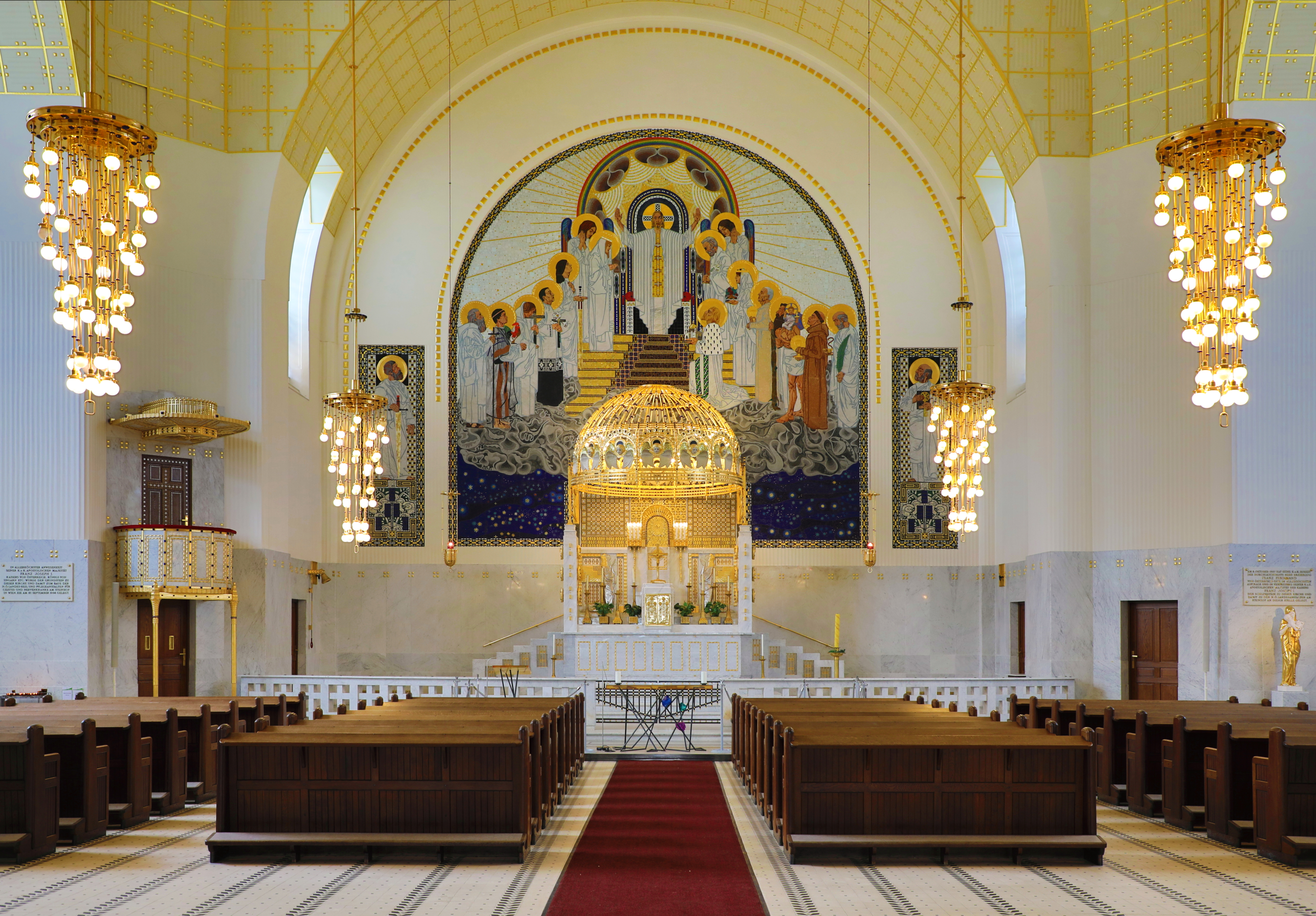
Leopold Forstner的斯泰因霍夫教堂祭坛鑲嵌畫
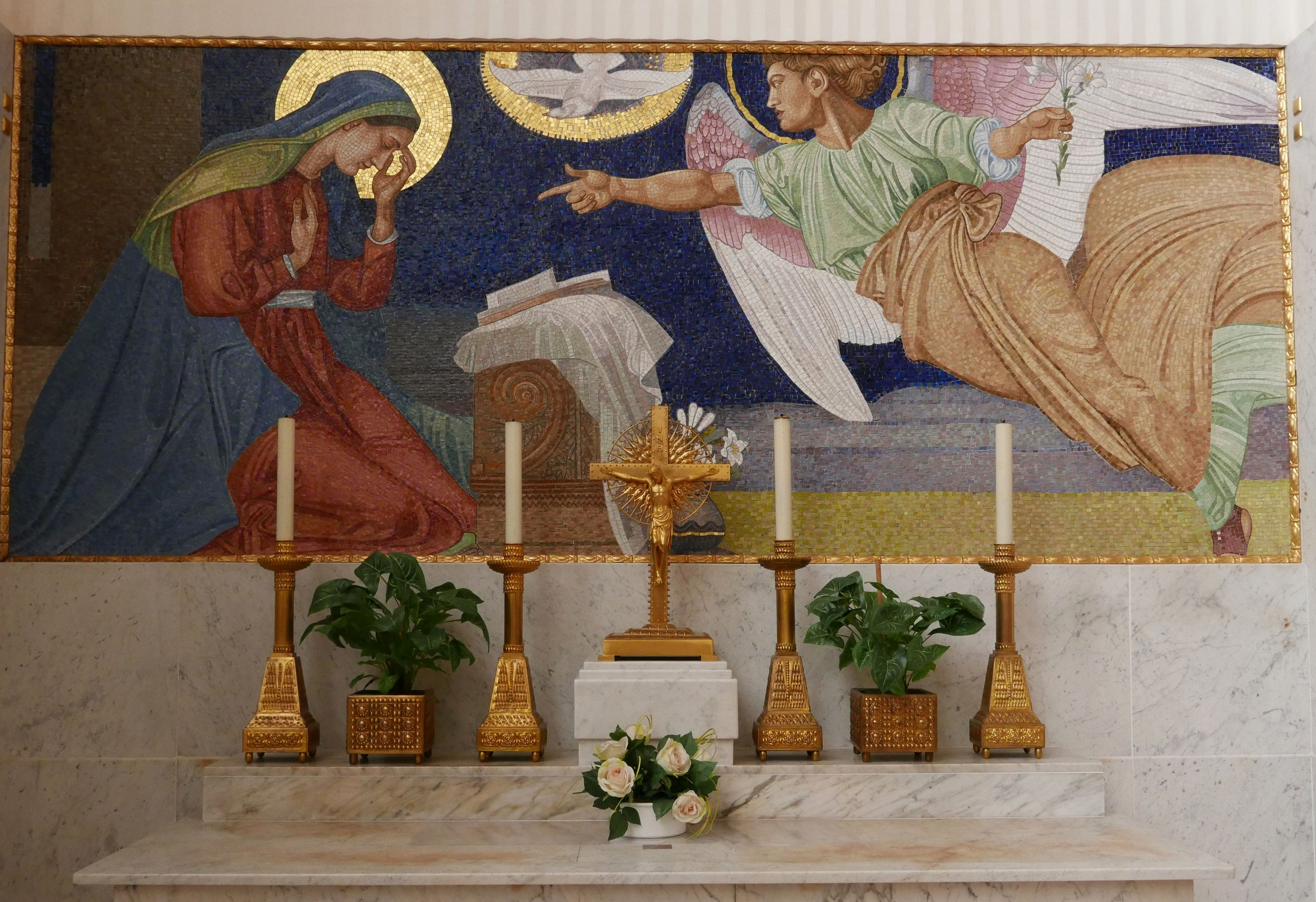
Bruno Mayer的斯泰因霍夫教堂祭坛鑲嵌畫 (1903-1907)